# Oskar von Hellens
Oskar Johannes von Hellens, född den 23 maj 1867 i Åbo, död den 6 mars 1948 i Helsingfors, var en finländsk hygieniker och veterinär, son till Theodor von Hellens, bror till Valde Hirvikanta och Albert von Hellens.
von Hellens blev filosofie kandidat 1888, avlade veterinärexamen i Köpenhamn 1890 och var anställd som veterinär vid Medicinalstyrelsen från 1891. Han blev medicine och kirurgie doktor 1899 på avhandlingen Studien über die Marktmilch in Helsingfors, tjänstgjorde som assessor för veterinärärenden vid Medicinalstyrelsen 1904-19 och var samtidigt vid universitetet docent i hygien (1905–08, 1911–19) 
samt utnämndes 1919 till professor i hygien. 
Han var mycket använd i kommittéer för veterinära frågor och ordförande i kommittén för bekämpande av veneriska sjukdomar. Utom doktorsavhandlingen offentliggjorde han en mängd uppsatser från det veterinära området, särskilt om bladställningen, samt vidare bland annat Zur Kenntniss der durch den Aspergillus fumigatus in den Lungen hervorgerufenen Veränderungen (1905), Das Verhalten des Kaninchenserums zu der Wassermannschen Reaktion och Untersuchungen über Streptolysin (1914) samt Undersökningar angående det finska 
rågbrödets beskaffenhet och näringsvärde (1913).
Oskar von Hellens var ordförande för Samfundet Folkhälsan 1922-1927.